# FC Altrincham
Der FC Altrincham (offiziell: Altrincham Football Club) ist ein englischer Fußballverein aus Altrincham. Während die Mannschaft auf Ligaebene nie aus dem Non-League Football hinauskam, erreichte sie häufig die Hauptrunden des englischen Pokalwettbewerbs und gewann zweimal die FA Trophy. Der Verein trägt seine Spiele in der 1910 erbauten Moss Lane mit 6.085 Plätzen aus. 

## Geschichte
Der FC Altrincham gründete sich 1891 unter dem Namen FC Broadheath, 1903 folgte die Umbenennung. 1978 gewann der Klub seinen ersten überregionalen Titel, als im Endspiel um die FA Trophy der FC Leatherhead besiegt wurde. Ein Jahr später gehörte der Klub schließlich auch zu den Gründungsmitgliedern der Alliance Premier League, der heutigen Football Conference. In den ersten beiden Jahren gewann die Mannschaft die Meisterschaft, da kein automatischer Aufstieg in die Football League vorhergesehen war, blieb der Verein dennoch der Spielklasse erhalten. 1986 holte er erneut die FA Trophy. Die Erfolge ließen sich nicht wiederholen, erst 1991 – mittlerweile war der Aufstieg für den Tabellenersten eingeführt worden – spielte er um den Aufstieg, nach einem schwachen Saisonabschluss verpasste er die Football League als Tabellendritter.
1997 stieg der FC Altrincham in die Northern Premier League ab, dem Wiederaufstieg zwei Jahre später folgte erneut der direkte Abstieg. 2005 kehrte der Klub in die Football Conference zurück und sorgte dort für Schlagzeilen. Sportlich auf einem Nicht-Abstiegsplatz wurden dem Verein am Ende der Spielzeit 2005/06 18 Punkte abgezogen, da ein nicht-spielberechtigter Akteur eingesetzt worden war. Da jedoch der FC Canvey Island sich aus der Liga zurückgezogen hatte und dem FC Scarborough wegen eines Verstoßes gegen die Statuten hinsichtlich der Klubeigentümer die Lizenz entzogen wurde, blieb der Klub dennoch in der Liga. In den folgenden beiden Spielzeiten belegte der Klub jeweils sportlich einen Abstiegsplatz, profitierte aber erneut von der Misswirtschaft der Konkurrenz – 2007 erhielt Boston United keine Lizenz, 2008 zog sich Halifax Town nach finanziellen Problemen zurück – und blieb in der Liga. Nach mehreren Mittelfeldplätzen stieg der Klub 2011 schließlich wieder ab. Nach dem Sieg in den Playoffs der Conference North in der Saison 2013/14 trat Altrincham in der Saison 2014/15 nochmals eine Spielzeit fünftklassig an. Sowohl 2015 als auch 2016 musste die Mannschaft den Abstieg hinnehmen, spielte eine Saison in der siebtklassigen Northern Premier League, bevor der Wiederaufstieg in die National League North gelang.

## Ligazugehörigkeit
- 1911–1915: Lancashire Combination
- 1920–1968: Cheshire County League
- 1968–1979: Northern Premier League
- 1979–1997: Alliance Premier League/Football Conference
- 1997–1999: Northern Premier League
- 1999–2000: Football Conference
- 2000–2004: Northern Premier League
- 2004–2005: Conference North
- 2005–2011: Conference National
- 2011–2014: Conference North
- 2014–2015: Conference National/National League
- 2015–2016: National League North
- 2016–2017: Northern Premier League
- 2017–2020: National League North
- seit 2020: National League